# Spirit Electricity
Spirit Electricity è un EP del gruppo hardcore punk statunitense Bad Brains, registrato live durante un tour del 1988, lo stesso documentato da The Youth Are Getting Restless e Live.

## Tracce
1. Return to Heaven - 3:09
2. Let Me Help - 2:07
3. Day Tripper/She's a Rainbow - 4:36 (Jagger, McCartney, Lennon, Richards)
4. Banned In D.C. - 2:19
5. Attitude - 1:20
6. Youth Are Getting Restless - 7:58

## Crediti[2]
- H.R. — voce
- Dr. Know — chitarra
- Darryl Jenifer — basso
- Earl Hudson — batteria
- Phil Burnett -	ingegneria del suono, missaggio
- Richard Ford - missaggio
- John Golden - mastering
- Naomi Petersen - fotografia